# Heuliez Bus
Heuliez Bus S.A.S. è un'azienda privata francese attiva nel settore automobilistico e specializzata nella costruzione di autobus, con marchio proprio o Iveco. Fa parte di Iveco Group.
Fu fondata nel 1980 come divisione autobus del gruppo Heuliez, con Renault Véhicules Industriels come azionista minoritario, per poi passare sotto il controllo di Iveco, CNH Industrial e infine Iveco Group.

## Storia
L'azienda fu fondata nel 1979 dal gruppo Heuliez ed iniziò la sua attività nel corso dell'anno successivo a Rorthais, divisione del comune di Mauléon in Nuova Aquitania. Azionista di minoranza era Renault Véhicules Industriels e infatti tra i primi mezzi prodotti da Heuliez Bus figurava il GX 17, costruito sul telaio del Renault Master. Alla fondazione ereditò anche l'assemblaggio dell'Heuliez O305/O305G, prodotto su licenza Mercedes-Benz basandosi sull'omonimo autobus tedesco. Negli anni successivi la società continuò a basarsi su diversi telai Renault lanciando nel 1983 il GX 107 e la versione articolata denominata GX 187.
Nel 1991 RVI divenne azionista di maggioranza dell'azienda e nel 1994 fu lanciata la serie Access'Bus, con il primo modello denominato GX 317 e basato sul telaio Renault CSS (condiviso col Renault Agora). In collaborazione con Volvo Buses a metà anni '90 furono lanciati l'autosnodato GX 417 ed il GX 217, basato sul telaio Volvo B10L.
Con la nascita di Irisbus, formata dalle divisioni autobus di Iveco e Renault, quest'ultima ha rivenduto Heuliez Bus ad Iveco che l'ha quindi affiancata alla newco. Proprio sulla base del primo modello di autobus targato Irisbus, il Citelis (derivato a sua volta dall'Agora), Heuliez ha lanciato il GX 327. Con la ristrutturazione del gruppo Iveco del 2013 Heuliez Bus è passata al gruppo CNH Industrial, pur rimanendo affiancata alla divisione Iveco Bus.

## Produzione

### Autobus
- GX 57 (1991-1998)
- GX 107 (1983-1996)
  - GX 113 (1985-1995)
  - GX 87S (1986)
  - GX 44 (1986-2001)
  - GX 307H (1988)[2]
- GX 217 (1996-2001)
- GX 317 (1994-2005)
- GX 327 (2005-2014)
- GX 337 (dal 2014)
- GX Linium (dal 2017)
  - Iveco E-Way (dal 2020)
- O305 (1980-1984)

### Autosnodati
- GX 87 (1992-1998)
- GX 187 (1984-1996)
- GX 237 (1986)[2]
  - Renault Mégabus (1986-1989)
- GX 417 (1995-2000)
- GX 427 (2007-2014)
- GX 437 (dal 2014)
- O305G (1980-1984)

### Midibus
- GX 77H (1990-1999)
- GX 117 (1998-2006)
- GX 127 (2005-2014)
- GX 137 (dal 2014)

### Minibus
- GX 17 (1982-1995)

## Galleria d'immagini

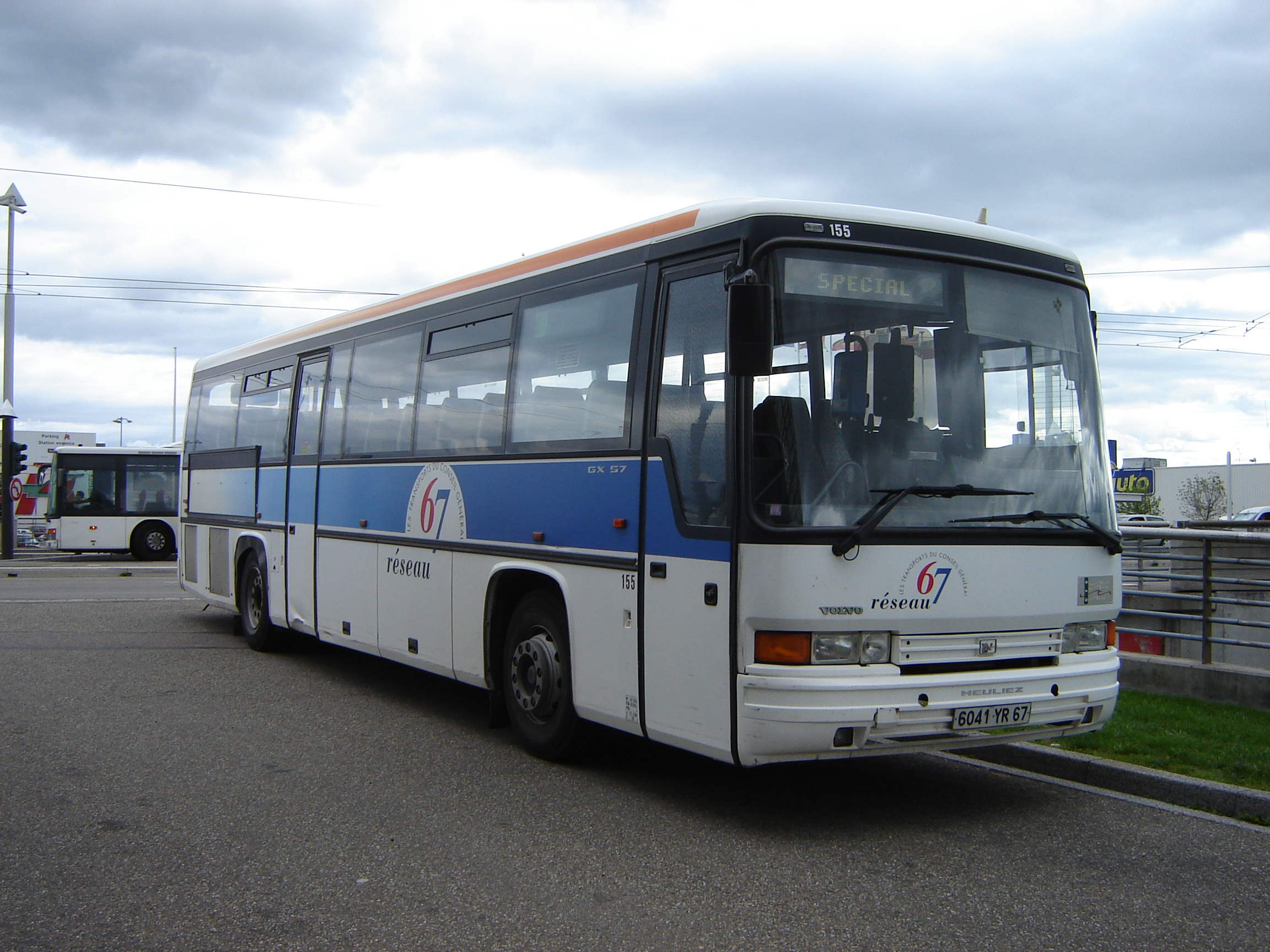
Heuliez GX57
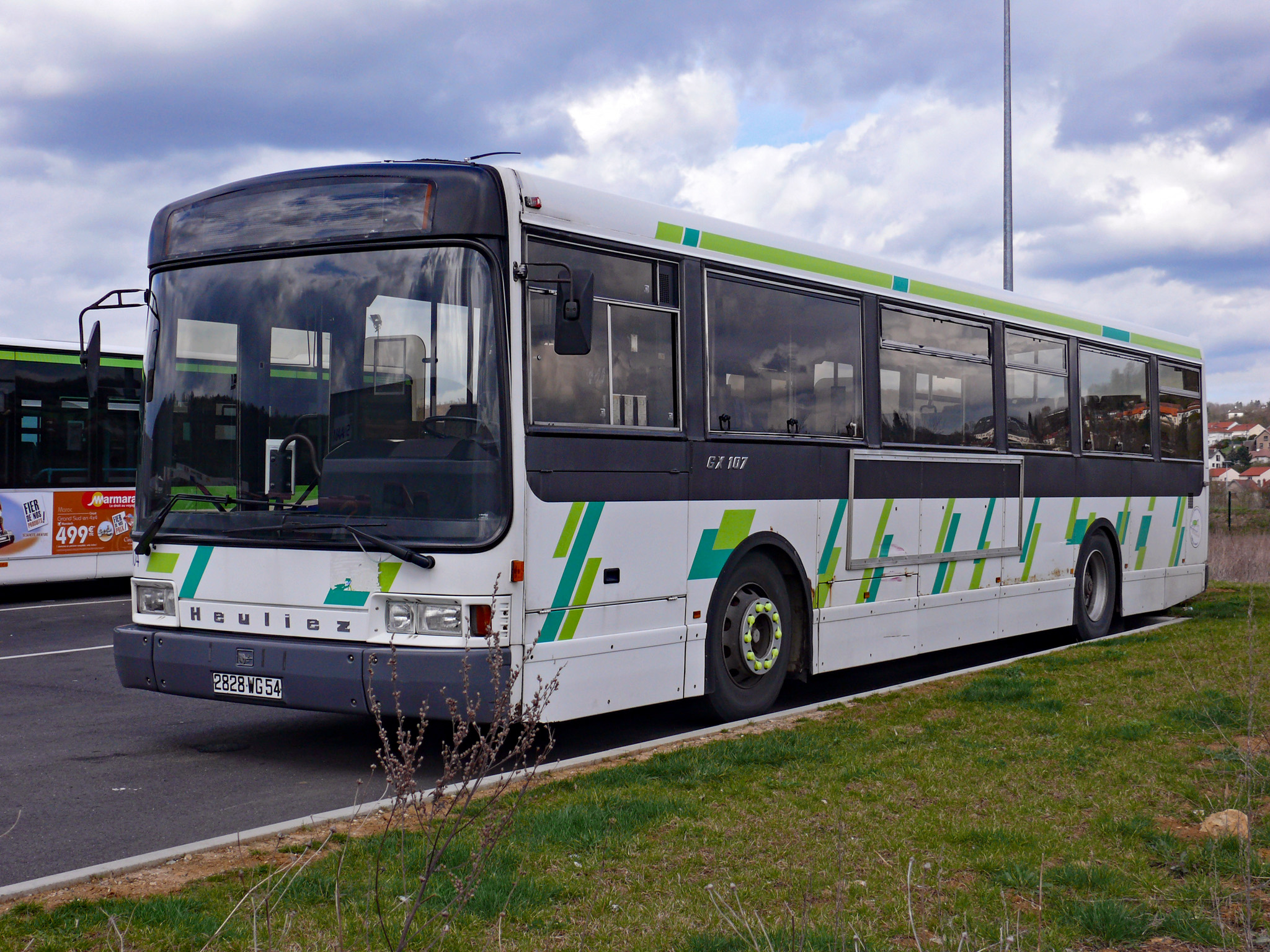
Heuliez GX107
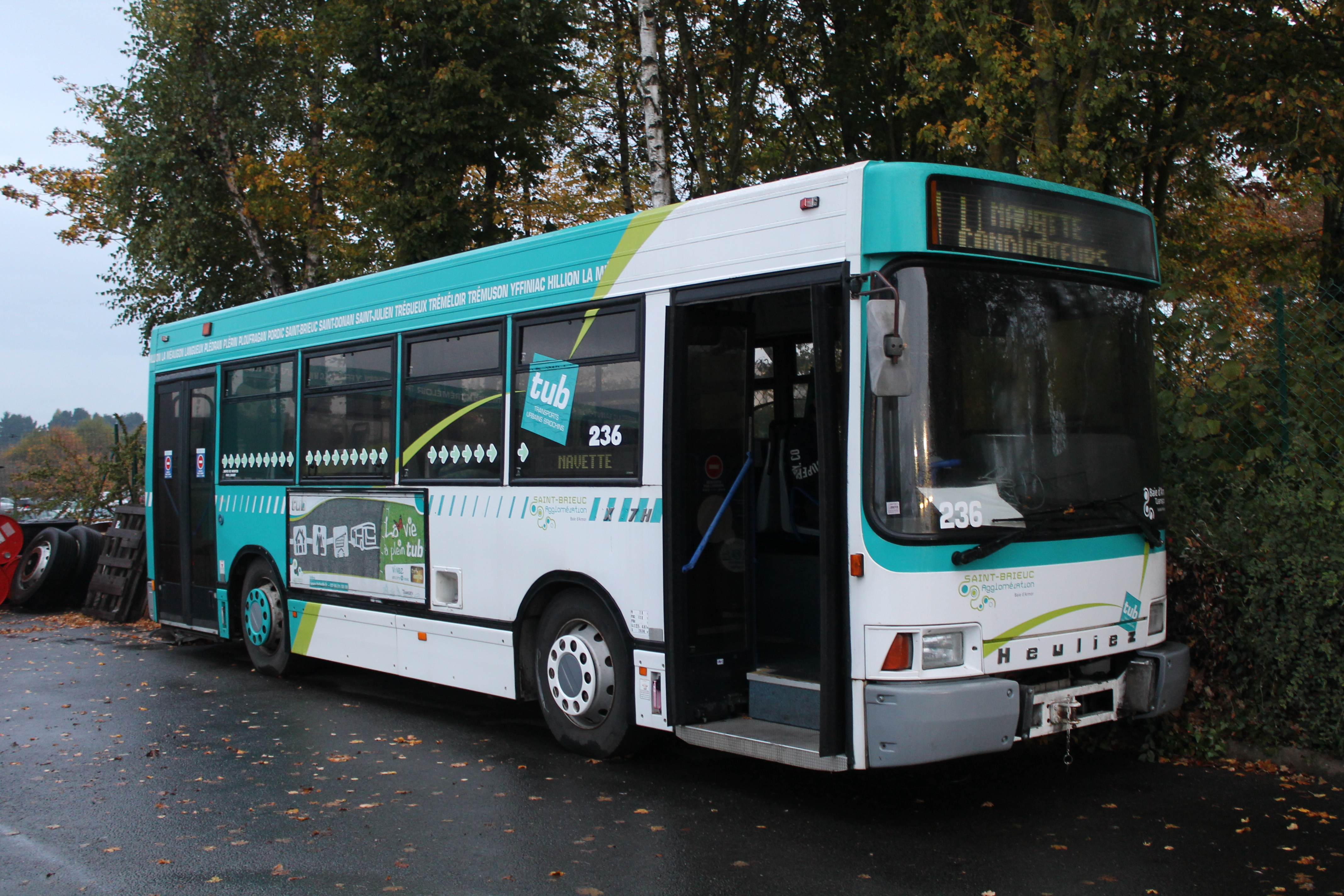
Heuliez GX77
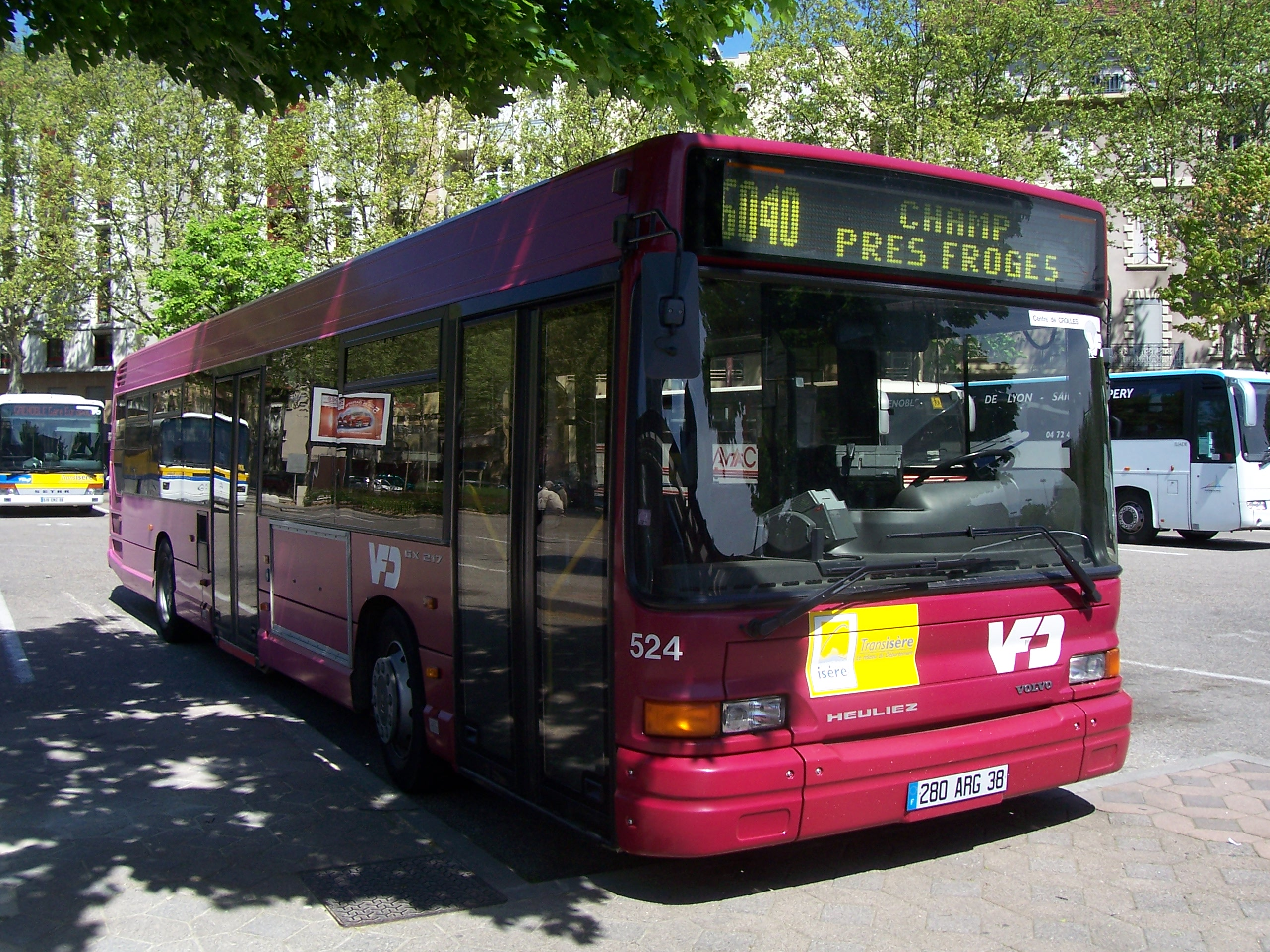
Heuliez GX217
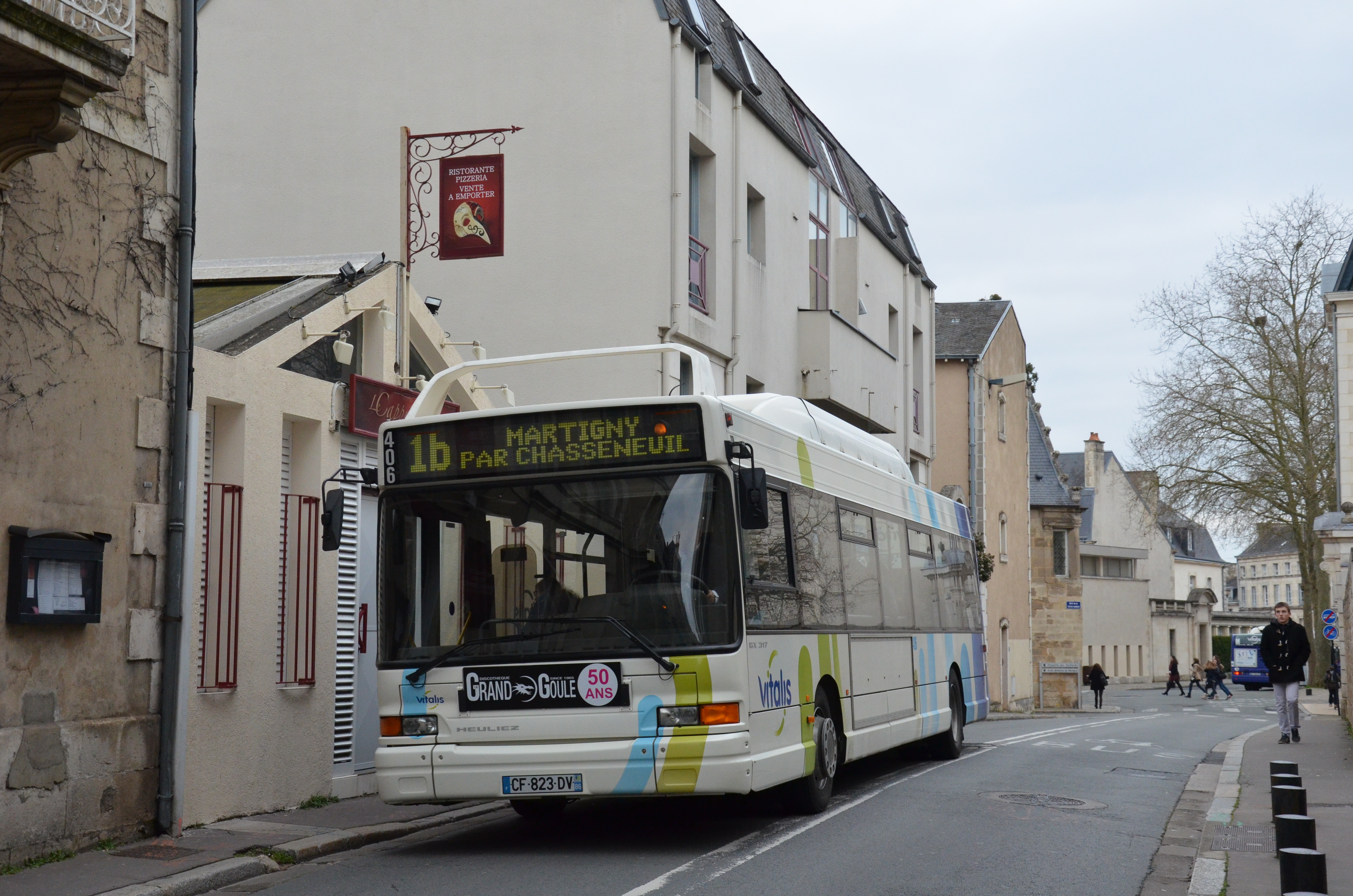
Heuliez GX317 CNG
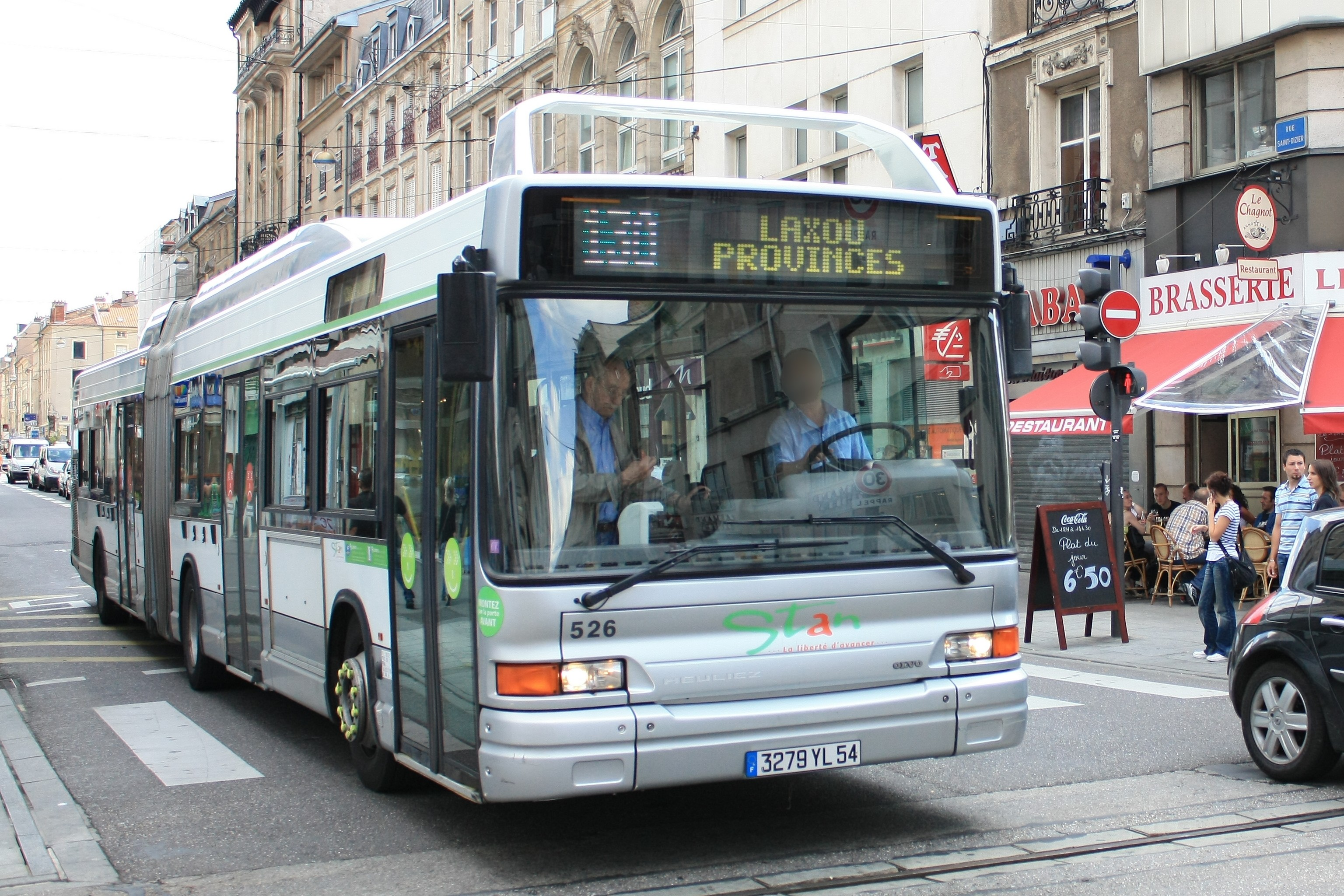
Heuliez GX417
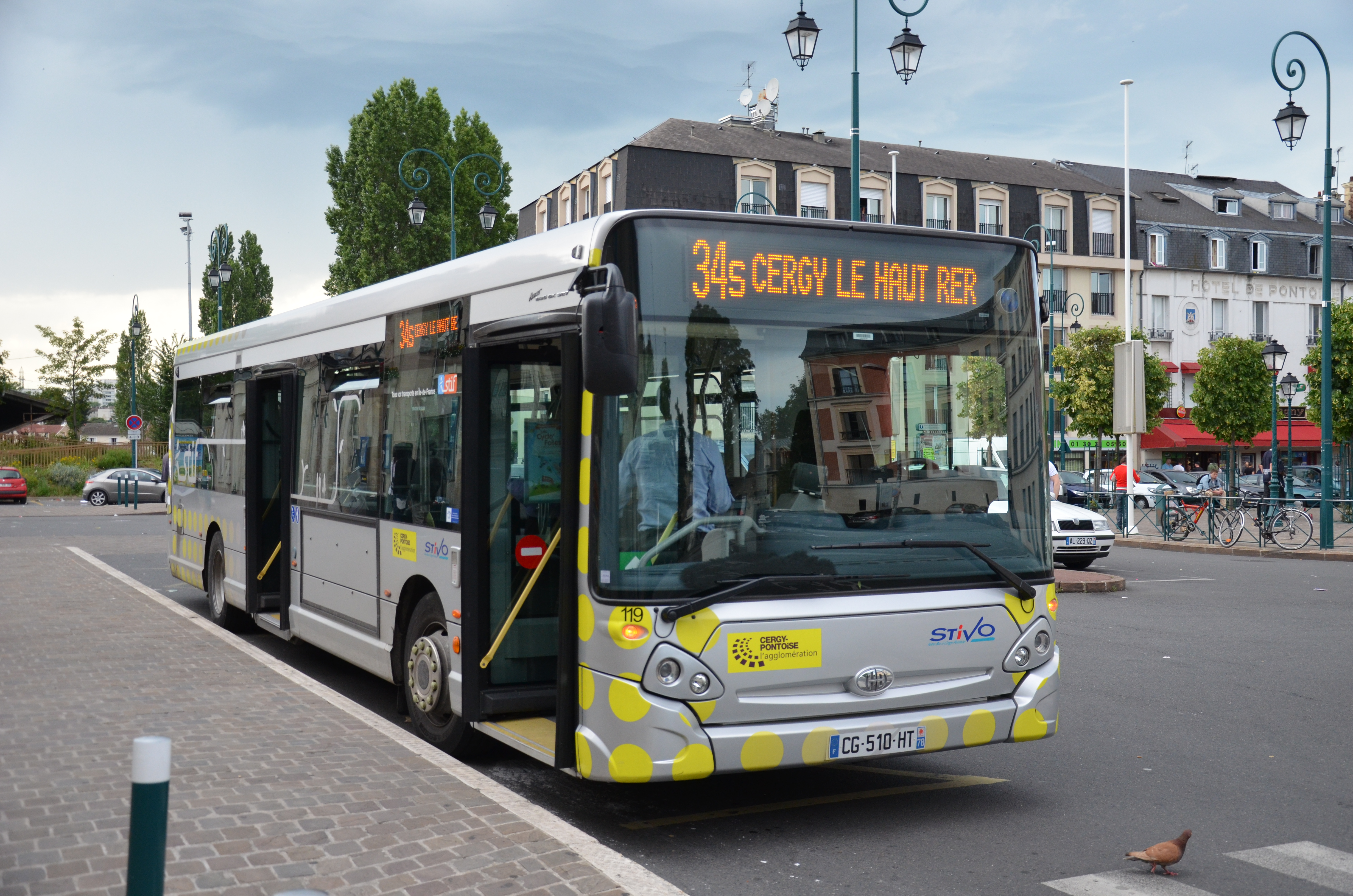
Heuliez GX327
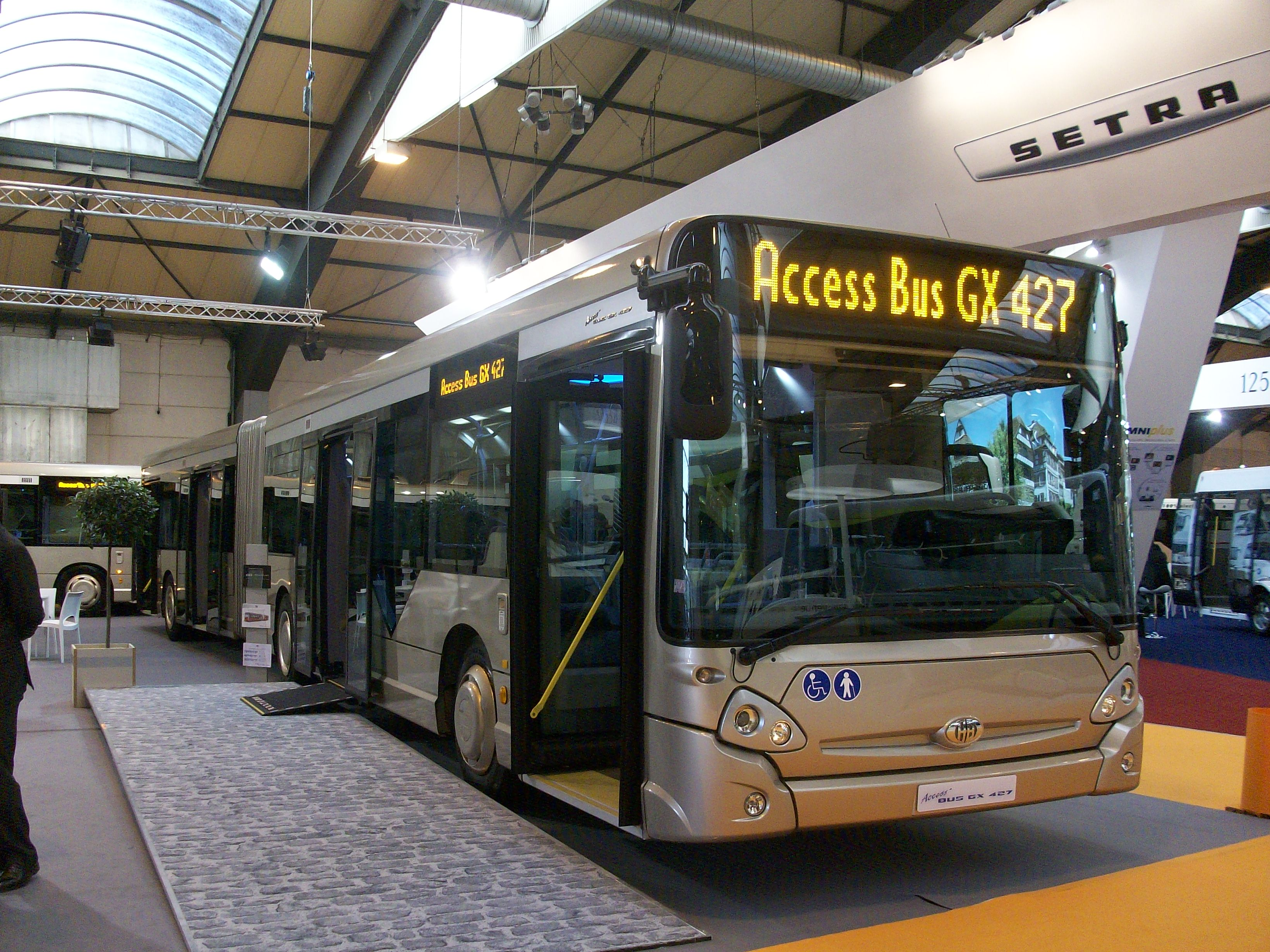
Heuliez GX427